# 歴史学派
歴史学派（れきしがくは / 独:Historische Schule）は、19世紀初めのドイツにおいて法学・経済学の分野で起こった学派で、啓蒙思想や自然法の持つ抽象性・普遍性に反対して、歴史事象の具体性の重視を主張する歴史主義の立場をとった。
- 歴史学派法学 - サヴィニー、アイヒホルンにより築かれた。⇒歴史法学へ。
- 歴史学派経済学 - フリードリッヒ・リストにより開拓され、ヒルデブラント、ロッシャー、クニースにより学派が形成された。⇒以下を参照のこと。

歴史学派（れきしがくは / 独:Historische Schule (der Nationalökonomie)）とは、19世紀半ばのドイツで成立し、同世紀後半にかけてのドイツで隆盛を誇った経済学の学派もしくは思潮である。「歴史学派経済学」「国民経済学」とも呼ばれ、またドイツに限定した場合は「ドイツ歴史学派」とも称される。

## 概要
歴史学派の経済学は、フランス革命後のドイツにおいて、啓蒙思想への反動として登場したロマン主義・歴史主義の思潮を背景として成立し、同時期のイギリスで発達した古典派経済学を批判して、各国の独自性を規定する歴史を重視し、すべての経済事象を歴史から説明しようとした。
ドイツ歴史学派はフリードリッヒ・リストを先駆者（創始者）とし、経済学史上は、その次世代であるロッシャー、ヒルデブラント、クニースらの旧歴史学派（先駆者リストを含む場合もある）と、シュモラー、ワーグナー、ブレンターノを中心として成立した新歴史学派に大別される。さらにゾンバルト、ヴェーバーらより若い世代の学者を最新歴史学派と称することもある。
政治史的に見ると、旧歴史学派は、プロイセン王国によるドイツ統一が進展する時期に活動していたため、発展途上のドイツ工業を育成するための保護貿易政策を主張した。これに対し、新歴史学派はドイツ帝国発足後の時期に活動し、工業化の進展から発生した社会問題を背景に、国家による社会政策を主張した点に特色がある。

## 背景

### ロマン主義から歴史主義・歴史学派へ
フランス革命およびナポレオン戦争後のヨーロッパでは、それらに対する反動としてロマン主義の風潮が高まったが、具体的にこの風潮は、18世紀の革命が掲げた自由主義や啓蒙思想・自然法思想に対抗して、それらが有していない要素を強調・重視する方向をとった。すなわち、啓蒙思想などが人間の理性・個人の尊重・未来への前進を掲げたのに対し、ロマン主義は一般的に人間の感情・集団への帰属・過去の回顧を強調したのである。
以上のようなロマン主義の思潮は「歴史主義」と呼ばれる新たな方法論を生み出し、ここでは啓蒙主義の抽象的・概念的な思考方法が批判され状況論的思考方法が対置された。J・ヘルダーは、著書『歴史哲学』で宗教感情や民族精神・風土の特有性を強調し、「歴史学派」の源流となった。歴史学派の哲学は、直線的な歴史発展論をとる啓蒙主義に反対し、過去のおのおのの時代に独自性を与え、またヘルダーのように、啓蒙主義がほとんど問題にしなかった地理的な多様性や異質性を重視した。このような認識に基づき、J・メーザーやA・ミュラーらを中心とする（広義の）歴史学派が形成され、その影響は歴史学・法学・経済学などさまざまな学問領域に及んだ。

### イギリス古典派経済学の受容と反発
ドイツにおいては従来、政治経済の広範な領域を探究する「官房学」という独自の学問が発達していた。その後フランス革命やナポレオン戦争の影響を受け、プロイセンを始めとする諸領邦において啓蒙主義に影響された開明的官僚層による自由主義的改革が進められると、当時の経済（学）先進国であったイギリスから古典派経済学が輸入され、これと従来の官房学が融合して「ドイツ古典派」と称される学派が成立した。
しかし19世紀前半になると、古典派経済学（およびそれに基づく経済政策）が果たしてドイツの国情に合致するのか疑問が投げかけられるようになった。すなわち、古典派経済学の自由貿易主義（および国際分業論）は結局のところ工業先進国のエゴイズムを体現した理論であり、ドイツのような後進国においては自由貿易が国力を減退させる結果を生むことが判明するにつれ、出来あいの経済政策ではなく、自国の実情に即した独自の政策体系を求める声が高まっていったのである。
この結果、経済学においても、各国の独自性を規定する歴史へと関心が向けられ、理論と現実、理論と歴史との関連が問題化されることとなった。すなわち、古典派のように利己心を行為動機とする個人から構成された競争的市場社会を想定して一般的経済法則の解明に向かうのではなく、行為者を社会組織に帰属し共同意識を有する存在と見なし、またその動機も利己心ではなく法・慣習・モラル・宗教などの文化的・倫理的・制度的要因に強く規定されていることを踏まえ、各国別の国民経済を単位に一つの有機体として形成された経済社会の段階的・歴史的進化を理論面・実証面で解明しようとする方向に進んだ。例えば前記のA・ミュラーは、アダム・スミスの経済学に見られる利己的な人間観や原子論的な社会観を批判し、国家有機体説的な国民経済論を対置している。

## 沿革

### 先駆者・創始者としてのリスト
F・リストは、ドイツにおける歴史学派経済学の先駆者もしくは創始者として位置づけられている。彼が生きた当時のドイツでは産業革命による工業化がようやく波及してきた反面、政治的には国内が多くの領邦国家に分裂し、近代化の妨げとなる封建的束縛が至るところに存在していた。リストはこのような状況に対し、国内的には市場の早急な統合、対外的には自国産業育成のための保護貿易を主張し、ドイツのブルジョワジー的発展を前進させるため生涯を捧げた。
彼の構築した経済学は、「万民経済学」である古典派経済学への批判に基づく国民経済学であり、古典派の「交換価値」理論に対しては「生産力の理論」、普遍的な「価値の理論」に対しては「国民的生産力の理論」を対置し、国民経済の発展段階の相違に十分な注意を払うことを主張した。そして具体的政策としては農業における小農主義、交通網・関税制度など国内流通機構の整備を提唱した。その営為は封建的な旧支配層の迫害によって全く孤立した中で進められたため、彼の生きている間に独自の学派を形成するには至らなかったが、その体系はW・ロッシャーら次世代の学者に継承され、一大学派が形成されることとなった。

### 旧歴史学派
リストの晩年（1834年）、彼の悲願であったドイツ関税同盟が成立して以降、官僚層による上からの資本主義化が進められ、三月革命後にブルジョワジーが台頭するようになった。またこれと並行して、プロイセンを中心とするドイツの政治的統一が進展した。こうした状況下、リストによって構築された歴史主義的な経済学は急速に支持者を獲得していくことになり、次世代のB・ヒルデブラント、W・ロッシャー、K・クニースらを中心に経済学における「歴史学派」（歴史学派経済学）が形成されることとなった。学派成立の背景には、政治経済状況の変化に加え、経済学専門雑誌の創刊、経済史資料の蒐集・編纂・刊行など大学を中心とする経済学アカデミズムの整備・興隆があった。
もともとドイツ古典派から出発したロッシャーらは急速にその影響から脱し、ドイツ的方法による、過去の伝統と結びついた資本主義の発展を追求して、国民経済を科学的に把握するための「歴史的方法」を探求し独自の歴史的発展段階論・歴史方法論を築き上げた。しかし、「旧歴史学派」（Ältere Historische Schule）と称されるこの世代においては、営為の中心は歴史理論の探究にあり、その理論が具体的な歴史研究に応用されるにはいたらなかった。同時に彼らは、リストと同様ドイツの政治的・経済的統一を支持するとともに、発展途上のドイツ産業資本を育成するための保護貿易政策を主張し、海運商などの特権商人を支持基盤とする「ドイツ・マンチェスター派」の自由貿易論と激しく対立した。

### 新歴史学派
ビスマルクを事実上の指導者としてドイツの国内統一とドイツ帝国の発足がなされ、歴史学派の一応の目標が達成されると、旧歴史学派の次世代であるG・シュモラー、A・ワーグナー、L・ブレンターノ、G・F・クナップ、K・ビュヒャーらは、先行世代が歴史研究を通じて拙速に経済の一般法則を導こうとしたことを反省し、演繹的方法で一般法則を定立するには歴史的データの蒐集が不充分であると考えた。「新歴史学派」（Jüngere Historische Schule）と称されるようになった彼らは、旧歴史学派の「実在としての有機体的観念」を斥け文献・統計資料を駆使した詳細かつ実証的な歴史研究を推進した。この結果、莫大な数の社会経済史のモノグラフが蓄積されることとなり、本格的な社会経済史学の成立につながった。また学派の自称として「歴史学派」が定着したのも、この時期である。
新歴史学派は、以上のように経済学の歴史学的側面を重視する一方で倫理的側面の重要性も強調した。すなわち彼らは、ドイツ統一前後の工業化と資本主義の興隆にともない発生した労資対立の激化や社会主義勢力の拡大に直面して「社会問題」への関心を強めた。そして社会問題の解決には所得再分配を目的とする国家が不可欠と考え、資本主義の弊害を社会政策によって解決し社会主義への道を封じる社会改良主義的政策を主張した。1873年に社会政策学会が設立されて以降、新歴史学派は歴史的方法を通じて特定の政策課題に解答を与える体制の学としての性格を強めていき、ドイツの大学アカデミズムにおいて支配的影響力を行使するとともに、社会問題における自由放任を主張するドイツ・マンチェスター派と激しい論争を展開し、「講壇社会主義」という貶称を与えられた。しかし社会政策学会に結集した新歴史学派の学者たちは、自由放任主義や社会主義を批判し、社会政策による経済への介入を主張する点では共通していたものの、社会政策の主体については見解の相違があり、大まかに分けて国家による上からの社会政策を主張するヴァーグナーらの右派、労働組合による下からの社会政策を主張するブレンターノら左派、両者の折衷的立場に立ち社会政策学会で主流派の位置を占めたシュモラーらの中間派が存在した。
さらに主流派のシュモラーは、先述の通り経済学の理論研究を抑制する傾向を特に強く有していたため、1883年以降オーストリア学派のC・メンガーから経済学からの乖離であると批判され、方法論争が展開された。この論争は新歴史学派を大きく消耗させ、また彼らにとって不利な経過をたどることになったが、シュモラーの傲岸な態度から理論的な成果を残すことがほとんどできなかった。

### 最新歴史学派
19世紀末、ドイツが工業大国へと発展を遂げるとともに帝国主義的な膨脹政策を推進するようになると、後進国としての地位を前提としてきた従来の歴史学派的「国民経済学」は、その学問的枠組みの見直しが必要とされるようになり、それを支えてきたシュモラー流の歴史的方法に対しても再検討が迫られることになった。ここで「最新歴史学派」（シュンペーターの表現）と称されるW・ゾンバルト、M・ヴェーバーらのより若い世代は、かつての方法論争を反省するとともに、オーストリア学派とドイツ歴史学派の統合、すなわち理論と歴史の統合を課題とした。特にヴェーバーは著書『ロッシャーとクニース』において経済学の倫理性を唱道する旧世代を批判し、社会科学における「理念型」と「価値自由」の方法論を新たに提起して価値判断論争を展開するとともに、オーストリア学派との共同事業として『社会経済学要綱』を刊行した。
最新歴史学派は第一次世界大戦前後の時期に全盛期を迎えるがその後は次第に影響力を失い、ゾンバルトなどナチスの経済政策に同調する潮流を生んだことから第2次世界大戦後には学派としてほぼ解体した。

## 影響
ドイツ語圏においては、歴史学派それ自体は解体したものの、最新経済学派における理論と歴史を統合する総合的・現実的視点は、シュンペーターに継承され、また第二次世界大戦後の「社会的市場論」（W・オイケン）にも影響を及ぼしている。
歴史学派の経済学・社会科学は、ドイツと同様、国民国家の形成に出遅れつつ近代化・工業化を進める西欧各国・アメリカ合衆国・日本にも影響を及ぼした。イタリアではロッシャーに学んだL・コッサが歴史学派理論を紹介してイタリア歴史学派と称され、合衆国ではR・イリーがドイツ社会政策学会にならってアメリカ経済学会を1885年に設立、またT・ヴェブレンは歴史学派の方法論に学び進化論的な制度派経済学の創始者となった。また経済的先進国であり、歴史学派と対立した古典派経済学の本拠地であるイギリスにおいてもJ・ロジャーズ、W・アシュリーらイギリス歴史学派によって歴史学派経済学の導入がすすめられ、経済史研究が発展した。
日本においては、グナイスト・ロエスレルら歴史学派の法学者たちが御雇い外国人などの形で直接・間接に明治憲法制定に影響したほか、大島貞益がリストの著作を翻訳（重訳）して保護貿易を主張、「日本のリスト」と称された。さらに1890年代後半には、ドイツに留学して新歴史学派の経済学を学んだ金井延・桑田熊蔵らが「講壇社会党」を自称しドイツ社会政策学会にならって日本でも「社会政策学会」を結成（1897年）、工場法などの社会政策立法の制定に貢献した。